# ポロニウム化カリウム
ポロニウム化カリウム(Potassium polonide)は、化学式K2Poの放射性化合物である。この塩は、ポロニウムの非常に安定な化合物であるポロニウム化物の1つである。

## 性質
テルル化カリウムと比べ、熱的にはより不安定で、電子親和力はより強い。

## 合成
ポロニウム化水素と金属カリウムの酸化還元反応により合成できる。
H2Po + 2 K → K2Po + H2
また、カリウムとポロニウムを一緒に300-400℃で加熱することでも合成できる。より高い温度では、この反応は逆転する。

## 結晶構造
ポロニウム化ナトリウムと同様に、逆蛍石型構造をとる。